# Вивільга тонкодзьоба
Вивільга тонкодзьоба (Oriolus tenuirostris) — вид співочих птахів родини вивільгових (Oriolidae).

## Поширення
Вид поширений у Східних Гімалаях та Південно-Східній Азії. Його природними середовищами існування є субтропічні або тропічні вологі низинні ліси та субтропічні або тропічні вологі гірські ліси.

## Підвиди
Виділяють два підвиди:
- O. t. invisus — Riley, 1940 — на півдні В'єтнаму;
- O. t. tenuirostris — Blyth, 1846